# じゃがいもパン

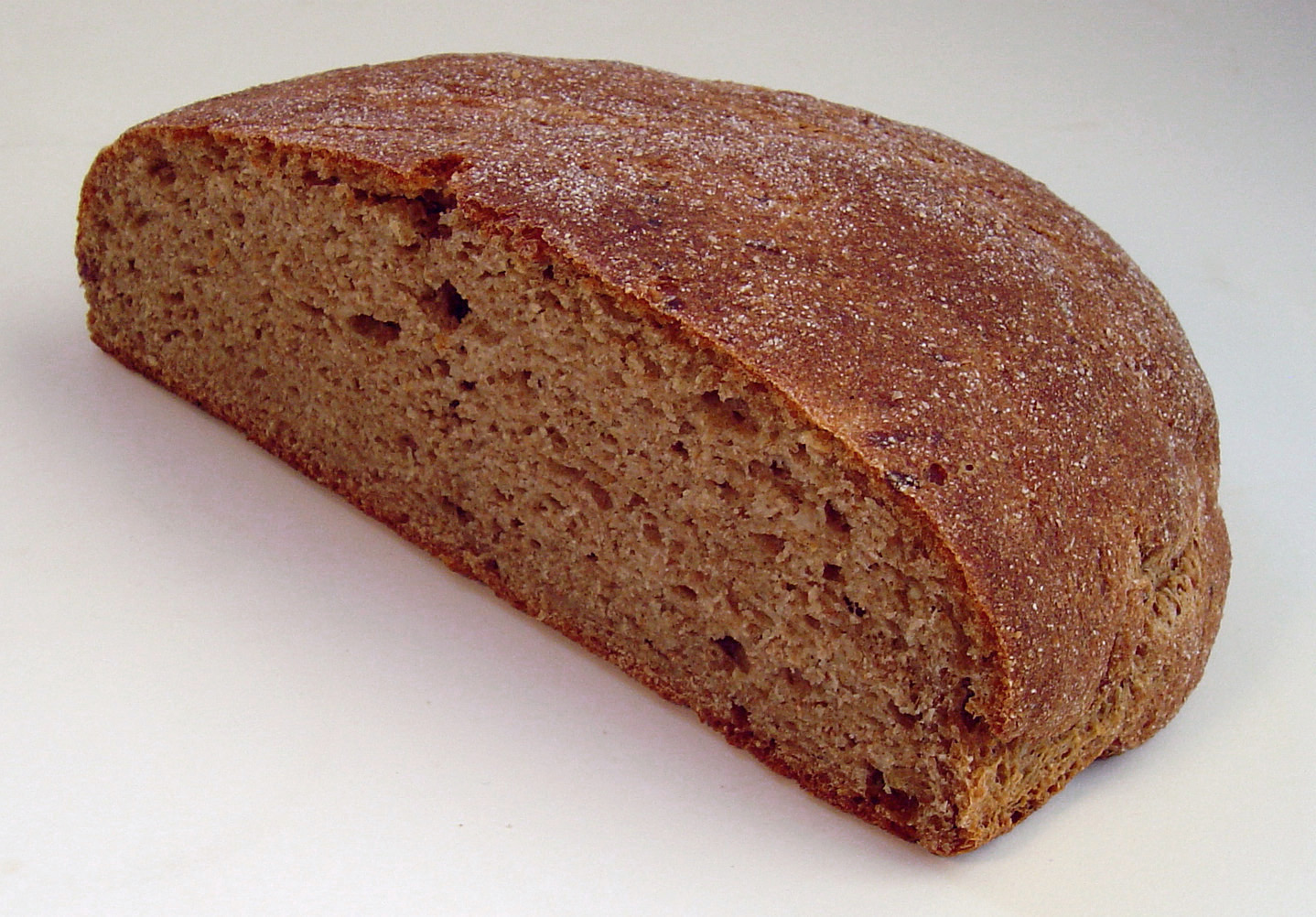
家庭で作られたじゃがいもパン

じゃがいもパン（英語: potato bread）は、ドイツ語ではカルトッフェルブロート (Kartoffelbrot) と呼ばれ、通常の小麦粉の一部をジャガイモ粉またはジャガイモで置き換えたパンである。熱い鉄板やフライパン、オーブンで焼くなど、さまざまな方法で調理される。
このパンは発酵させてもさせなくてもよく、他のさまざまな材料が追加されることもある。ジャガイモと小麦粉の比率はレシピごとに大きく異なり、ジャガイモが大部分を占めるレシピもあれば、小麦粉が大部分を占めるレシピもある。マッシュポテトを必要とするレシピもあれば、脱水ポテトフレークを必要とするレシピもある。生地に香りを付けるために、しばしば砕いたナッツ類や炒めた刻みタマネギが添加される。
多くの国で商品として入手可能であり、材料、調理方法、その他はそれぞれで異なる。ドイツ、ハンガリー、ポーランド、アイルランドなどで広く作られている。また、チリなど南アメリカ諸国でも作られている。

## 参照項目
- ドイツのパン
- ドイツ料理の中のパン
- ポテトパンケーキ